# Michel Randria
Michel Randria, né le 1er juin 1903 à Fianarantsoa, Madagascar, mort dans la même ville le 1er décembre 1977, est un enseignant et homme politique français puis malgache. Il est un des trois élus représentant Madagascar au Conseil de la République (l'actuel Sénat français) sous la IVe République, de 1948 à 1952. Dans la haute assemblée française, il participe à la commission de la famille, réclame des secours pour Madagascar, demande une meilleure politique d'élevage, intervient aussi à propos de l'éducation et des élections. Il fonde le Mouvement travailliste chrétien puis cofonde et préside le Rassemblement chrétien malgache. Il est le maire de Fianarantsoa de 1957 à 1969.

## Biographie
Michel Randria naît le 1er juin 1903 à Fianarantsoa dans l'île de Madagascar, dans le sud des hautes terres centrales, dans la partie peuplée par les Betsileos. Il devient instituteur, et enseigne à la mission catholique de Fianarantsoa.
En politique, Michel Randria est candidat aux élections de décembre 1948 au renouvellement du Sénat français, alors appelé le Conseil de la République, pour le deuxième collège. Il participe à la liste du Parti des déshérités de Madagascar (PADESM), de tendance catholique, en troisième et dernière position sur la liste. Cette liste recueille 48 voix sur les 61 suffrages exprimés, et gagne les trois sièges à pourvoir, Michel Randria étant déclaré élu selon la règle de la plus forte moyenne. Il est ainsi élu à la haute assemblée le 24 décembre 1948.
Au Conseil de la République, Randria adhère au groupe des Républicains indépendants. Il fait partie de la commission de la famille, de la population et de la santé publique. 
À la suite du cyclone tropical de février 1950 sur la côte nord-ouest de Madagascar, il présente deux propositions de résolution pour que le gouvernement intervienne en aide aux victimes de ce cyclone, et pour mettre en œuvre une politique efficace d'élevage dans la Grande île.
Dans les travaux et débats de la haute assemblée, Michel Randria intervient à plusieurs reprises. Il intervient d'abord en 1950 dans les débats sur la réorganisation du régime de l'émission à Madagascar. À la fin de la même année, il pose une question écrite au gouvernement. Il demande d'une part de généraliser l'école obligatoire à proximité de chaque école, dans toutes les provinces, et d'autre part de faciliter la collaboration entre l'enseignement officiel et l'enseignement privé.
Il intervient de nouveau l'année suivante, d'abord sur l'enseignement primaire obligatoire dans les colonies françaises d'Afrique, et ensuite à propos de l'élection des députés dans les territoires d'outre-mer.
Randria quitte en janvier 1952 la commission de la famille, et devient membre de la commission du ravitaillement, mais n'y reste pas longtemps. Il écrit en février un article dans Le Monde, où il affirme la nécessité du développement de l'enseignement technique, et réclame une meilleure répartition territoriale des établissements scolaires à Madagascar.
Son mandat se termine le 18 mai 1952. Lors des élections pour le renouvellement du Conseil de la République, Michel Randria est candidat pour le renouvellement de son mandat. Il participe cette fois à la liste de défense des intérêts sociaux et culturels de Madagascar, en deuxième position sur la liste. Mais il n'est pas réélu, la liste n'obtenant que 22 voix sur les 95 suffrages exprimés, ce qui lui procure un seul siège.
Il fonde ensuite un parti politique dans les années 1950, le Mouvement travailliste chrétien (MTC). Ce parti qu'il fonde rassemble des travailleurs citadins et des paysans. 
Sous l'étiquette de ce parti, Randria est élu en 1957 maire de la ville de Fianarantsoa. Il est le premier Malgache à la tête de cette ville. Il regroupe en 1958 son parti avec d'autres partis de tendance proche, pour créer ensemble un grand rassemblement qui coordonnerait leurs actions. Ce rassemblement est créé en décembre 1958, sous le nom de Rassemblement chrétien malgache (RCM),. Michel Randria, alors encore maire de Fianarantsoa, est choisi comme président de cette nouvelle formation,. Ce rassemblement représente un nombre considérable d'électeurs, mais des dissensions entre responsables de l'Église au sujet des orientations politiques l'empêche d'exercer une grande influence.
Réélu maire Fianarantsoa en 1969, Randria est destitué plusieurs mois après, ainsi que le maire de la capitale, par décret gouvernemental. La raison en est que le Parti social-démocrate malgache au pouvoir veut étendre sa mainmise sur le pays, et agir comme un parti unique.
Michel Randria s'efforce cependant de poursuivre son action avec son parti politique et prend en charge la formation des membres de son parti en parcourant l'île. Au début de la Deuxième République, il conseille son fils aîné Lucien Xavier Michel-Andrianarahinjaka (1929-1997) qui deviendra ministre conseiller à la Présidence et président de l'Assemblée nationale malgache.
Il meurt le 1er décembre 1977.